# Мэйер, Банни
Рэ́йчел Мэри́ Ме́йер (англ. Rachel Marie Meyer, род. 3 августа 1985, Хьюстон, Техас) — американская видеоблогер под псевдонимом "grav3yardgirl".
Мейер начала вести свой YouTube канал в 2010 году, и уже в 2015 получила статус самой высокооплачиваемой YouTube персоны.

## YouTube канал
Проживая в Хьюстоне, штат Техас, Мейер занималась дизайном одежды, пока не попала в автомобильную аварию и не потеряла возможность шить. Она начала ведение канала на YouTube в декабре 2010 года и, в основном, выкладывала видео, в которых делилась своим опытом столкновения с паранормальными явлениями, рассказывала о своих походах на кладбище. Позже она стала снимать видео о моде, макияже. Позднее выпустила серию роликов под названием «Does This Thing Really Work?» («Работает ли это на самом деле?»), где сравнивает продукты с их рекламой, демонстрируя насколько вещи соответствуют показам.
По состоянию на 2023 год, с более чем 8,55 миллионами подписчиков и 1,8 млрд просмотров, Мэйер является одной из самых высокооплачиваемых YouTube персон, зарабатывая более $460,000 в год.

## Награды и номинации
В 2014 году, Мэйер была номинирована на Teen Choice Awards в качестве Choice Web Star: Fashion/Beauty, но проиграла интернет-знаменитости Зои Сагг.

## Отсылки
1. 1 2 3 4  Patty Huntington. YouTube's highest-earning fashion star is a ghost hunter. Fellt (18 июня 2014). Дата обращения: 9 марта 2015. Архивировано 21 марта 2015 года.
2. ↑  (August 2, 2012) IT’S MY BIRTHDAY! Архивная копия от 22 марта 2016 на Wayback Machine
3. ↑  (February 18, 2014) TV INTERVIEW- *UNCUT EDITION* Архивная копия от 9 марта 2016 на Wayback Machine